# Levi Fontaine
Levi Fontaine (1º novembre 1948) è un ex cestista statunitense, professionista nella NBA.

## Carriera
Venne selezionato dai San Francisco Warriors al quinto giro del Draft NBA 1970 (70ª scelta assoluta).